# Paul Schuster
Paul Schuster (n. 20 februarie 1933, Sibiu – d. 5 mai 2004, Berlin) a fost un traducător, critic literar și scriitor de limba germană originar din România.

## Biografie
La vârsta de 19 ani s-a mutat în București. Aici a lucrat o vreme la revista de limba germană Neue Literatur unde era un timp și redactor șef.
Romanul său principal Fünf Liter Zuika („Cinci litri de țuică”) prezintă viața unei familii de sași dintr-un sat fictiv în iureșul evenimentelor istorice de la începutul secolului XX. Este prima lucrare a unui scriitor german din România prezentată în 1968 în cadrul Târgului de carte de la Frankfurt.
A publicat mai multe povestiri și eseuri în revista Neue Literatur și a contribuit la deschiderea literaturii de limbă germană din România care se ocupa în acea vreme mai ales cu „realismul socialist”.

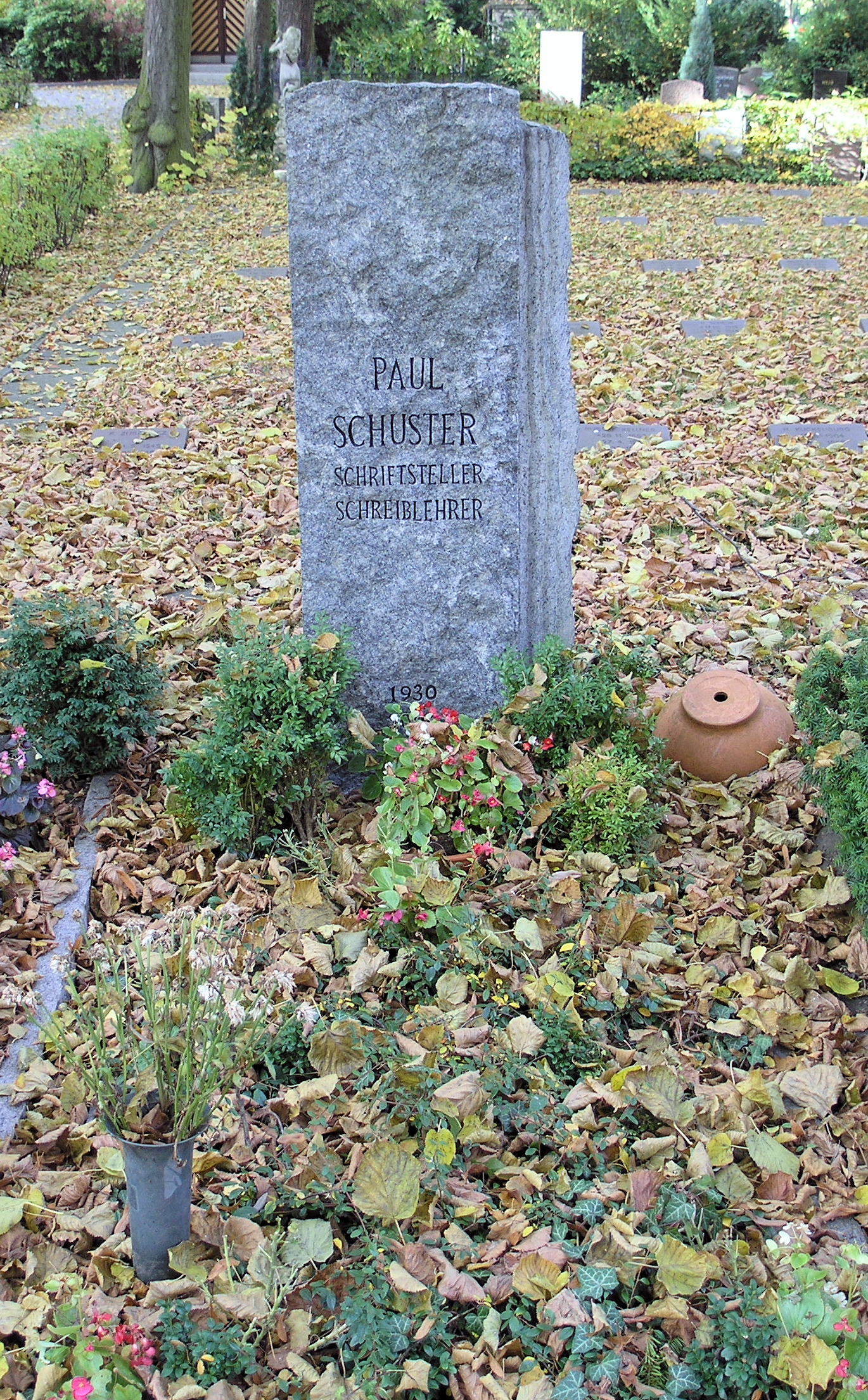
Mormântul lui Paul Schuster în cimitirul Schöneberg 3 din Berlin

În anul 1972 a emigrat în Republica Federală Germania și s-a stabilit în Berlin.

## Distincții
- Medalia „Meritul Cultural” clasa I (26 septembrie 1966) „pentru merite deosebite în activitatea literară, artistică și de răspîndire a culturii naționale, cu prilejul Centenarului Academiei Republicii Socialiste România”[11]
- Ordinul „Meritul Cultural” clasa a II-a (20 aprilie 1971) „pentru merite deosebite în opera de construire a socialismului, cu prilejul aniversării a 50 de ani de la constituirea Partidului Comunist Român”[12]

## Scrieri
- Rübezahl und das Glaserjockel, București, 1954
- Der Teufel und das Klosterfräulein, București, 1955, reeditare Editura Neues Leben Berlin, 1962.
- Februarglut, București, 1964
- Alte Sachen Neue Brillen, Editura pentru Literatură, 1964
- Huftritt (Erzählungen), Rimbaud-Taschenbuch Nr. 14/15, 2003, ISBN 978-3-89086-701-4 ISBN 3-89086-701-4
- Fünf Liter Zuika - Erster Teil: Die Hochzeit , (Roman), 2002, ISBN 978-3-89086-712-0 ISBN
- Fünf Liter Zuika - Zweiter Teil: Das Ansehen, (Roman), Rimbaud-Taschenbuch Nr. 46, 2006, ISBN 978-3-89086-592-8 ISBN 3-89086-592-5
- Fünf Liter Zuika - Dritter Teil: Die Krise, (Roman), Rimbaud-Taschenbuch Nr. 47, 2006, ISBN 978-3-89086-593-5 ISBN 3-89086-593-3
- Fünf Liter Zuika - Vierter Teil: Der neue Käse, (Roman), Rimbaud-Taschenbuch Nr. 48, 2006, ISBN 978-3-89086-594-2 ISBN 3-89086-594-1
- Fünf Liter Zuika - Fünfter Teil: Das Gymnasium, (Roman), Rimbaud-Taschenbuch Nr. 49, 2007, ISBN 978-3-89086-595-9 ISBN 3-89086-595-X
- Fünf Liter Zuika - Sechster Teil: Villa Zank, (Roman), Rimbaud-Taschenbuch Nr. 50, , 2007, ISBN 978-3-89086-596-6 ISBN 3-89086-596-8
- Fünf Liter Zuika - Siebenter Teil: Der Krieg, (Roman), Rimbaud-Taschenbuch Nr. 51, 2007, ISBN 978-3-89086-597-3 ISBN 3-89086-597-6

## Traduceri în limba maghiară
- Amikor nincs sugara a napnak, Editura: Ifjusági Könyvkiadó An: 1964
- Öt liter cujka, Editura: Irodalmi Könyvkiadó An: 1969

## Traduceri în limba română
- Văpaia de februarie (roman), Editura Tineretului, 1966

## Traducător
- Teofil Busecan Vetternwirtschaft (Nepotism), piesă de teatru care a avut premiera în 22 septembrie 1963 la Teatrul German din Timișoara.[13]
- Liviu Rebreanu, Mitgift (roman), Editura Volk und Welt, 1969
- Über Clowns, traducere din română în germană a cărții Despre clovni: Dictatorul și Artistul de Norman Manea, 1998, ISBN 978-3-446-19298-0

## Prezent în antologii
A fost inclus în antologia bilingvă Scriitori germani din România de după 1945, apărută în 2012 la Editura Curtea Veche.